# Adobe Animate
Adobe Animate (ранее Adobe Flash Professional, Macromedia Flash и FutureSplash Animator) — программа для создания мультимедиа и компьютерной анимации, разработанная Adobe Systems.
Adobe Animate может использоваться для создания векторной графики и анимации с последующей публикацией в телевизионных программах, онлайн-видео, на веб-сайтах, в веб-приложениях и видеоиграх. Программа также поддерживает растровую графику, форматированный текст, встраивание аудио и видео, и скрипты ActionScript. Анимации могут быть опубликованы в HTML5, WebGL, SVG, а также в устаревших форматах Flash Player (SWF) и Adobe AIR.
Впервые выпущен в 1996 году как FutureSplash Animator, а затем переименован в Macromedia Flash после приобретения компанией Macromedia. Переименован в Adobe Animate в 2016 году, чтобы лучше отражать позицию на рынке, поскольку более трети всего контента, созданного в Animate, использует HTML5.

## История
Первой версией Adobe Flash/Adobe Animate стала программа векторной графики и векторной анимации FutureSplash Animator, выпущенная в мае 1996 года. FutureSplash Animator была разработана FutureWave Software — небольшой компанией программного обеспечения, чей первый продукт SmartSketch был векторной программой рисования для компьютеров с ручным управлением. Позже была портирована в Microsoft Windows, а также в Mac OS. В 1995 году в программу были добавлены функции анимации и создана векторная анимационная платформа для World Wide Web, после чего был создан FutureSplash Animator. Технология анимации FutureSplash использовалась на нескольких известных веб-сайтах, таких как MSN, официальный сайт мультсериала «Симпсоны» и Disney Daily Blast компании The Walt Disney Company.
В декабре 1996 года Macromedia купила FutureWave и представила продукт под брендом Macromedia Flash, под которым вышли восемь версий. Adobe Systems приобрёл Macromedia в 2005 году и повторно ребрендировал Adobe Flash Professional, чтобы отделить от проигрывателя Adobe Flash Player. Программа была включена в состав продуктов Creative Suite с CS3 по CS6, пока Adobe не отказалась от линейки Creative Suite в пользу Creative Cloud (CC).
1 декабря 2015 года Adobe объявила о том, что программа будет переименована в Adobe Animate при следующем крупном обновлении. Этот шаг является частью планов по прекращению поддержки Adobe Flash Player. Первая версия под новым названием была выпущена 8 февраля 2016 года.